# Charles Vinci
Charles Thomas „Chuck” Vinci Jr. (ur. 28 lutego 1933 w Cleveland, zm. 13 czerwca 2018 w Westlake) – amerykański sztangista, dwukrotny mistrz olimpijski i dwukrotny wicemistrz świata.

## Kariera
Startował w wadze koguciej (do 56 kilogramów). Pierwszy sukces w karierze osiągnął w 1955 roku, kiedy podczas mistrzostw świata w Monachium zdobył srebrny medal. W zawodach tych rozdzielił na podium Władimira Stogowa z ZSRR i Mahmuda Namdżu z Iranu. Następnie zwyciężył podczas igrzysk olimpijskich w Melbourne w 1956 roku, ustanawiając jednocześnie nowy rekord świata wynikiem 342,5 kg. Tytuł mistrza olimpijskiego obronił na rozgrywanych cztery lata później igrzyskach w Rzymie, poprawiając rekord świata wynikiem 345 kg. W międzyczasie zdobył też kolejny srebrny medal, zajmując drugie miejsce na mistrzostwach świata w Sztokholmie. Przegrał tam tylko ze Stogowem.
Dwa razy w karierze wywalczył złoty medal igrzysk panamerykańskich: w 1955 oraz w 1959 roku.
Siedem razy był mistrzem Stanów Zjednoczonych.

## Starty olimpijskie
Melbourne 1956
- kategoria do 56 kilogramów – złoto

Rzym 1960
- kategoria do 56 kilogramów – złoto